# Scorzonera aragatzi
Scorzonera aragatzi là một loài thực vật có hoa trong họ Cúc. Loài này được Kuth. miêu tả khoa học đầu tiên.